# Sošići
Sošići is een plaats in de gemeente Kanfanar in de Kroatische provincie Istrië. De plaats telt 57 inwoners (2001).